# جرج اسموت
جرج فیتزجرالد اسموت ۳ (به انگلیسی: George Fitzgerald Smoot III) (زادهٔ ۲۰ فوریهٔ ۱۹۴۵) دانشمند آمریکایی اخترفیزیک و کیهان‌شناسی است که توانسته‌است جایزهٔ نوبل فیزیک و جایزهٔ یک میلیون دلاری مسابقهٔ تلویزیونی Are You Smarter Than a 5th Grader را از آن خود کند.
اسموت و جان ماتر در سال ۲۰۰۶ برای کارشان بر روی کاوشگر زمینهٔ کیهان یا COBE جایزهٔ نوبل را برنده شدند. در ادامه این کار باعث سنجش جسم سیاه از روی ناهمسانی تابش زمینهٔ کیهانی شد.
این پروژه کمک مؤثری به کاملتر شدن نظریهٔ انفجار مهیب کرد. با توجه به نظر داوران جایزهٔ نوبل، پروژهٔ COBE را می‌توان به عنوان نقطهٔ شروعی برای کیهان‌شناسی به عنوان دانشی دقیق دانست. اسموت جایزهٔ نوبل خود را به یک بنیاد خیریه هدیه کرد.
هم‌اکنون اسموت استاد دانشگاه کالیفرنیا، برکلی است و به عنوان محقق در آزمایشگاه ملی لارنس برکلی نیز فعالیت می‌کند. وی از سال ۲۰۱۰ در دانشگاه دیدرو پاریس یا پاریس ۷ به آموزش می‌پردازد.
در سال ۲۰۰۳ مدال آلبرت اینشتین به اسموت داده شد.

## نوشته‌های منتشر شده
- Lubin, P. M. & G. F. Smoot. "Search for Linear Polarization of the Cosmic Background Radiation», آزمایشگاه ملی لارنس برکلی (LBNL), وزارت انرژی ایالات متحده آمریکا، (اکتبر ۱۹۷۸).
- Gorenstein, M. V. & G. F. Smoot. "Large-Angular-Scale Anisotropy in the Cosmic Background Radiation», آزمایشگاه ملی لارنس برکلی (LBNL), وزارت انرژی ایالات متحده آمریکا، (مه ۱۹۸۰).
- Smoot, G. F. , De Amici, G. , Friedman, S. D. , Witebsky, C. , Mandolesi, N. , Partridge, R. B. , Sironi, G. , Danese, L. & G. De Zotti. "Low Frequency Measurement of the Spectrum of the Cosmic Background Radiation», آزمایشگاه ملی لارنس برکلی (LBNL), وزارت انرژی ایالات متحده آمریکا، (ژوئن ۱۹۸۳).
- Smoot, G. F. , De Amici, G. , Levin, S. & C. Witebsky. "New Measurements of the Cosmic Background Radiation Spectrum», آزمایشگاه ملی لارنس برکلی (LBNL), وزارت انرژی ایالات متحده آمریکا، (دسامبر ۱۹۸۴).
- Smoot, G. , Levin, S. M. , Witebsky, C. , De Amici, G. , Y. Rephaeli. "An Analysis of Recent Measurements of the Temperature of the Cosmic Microwave Background Radiation», آزمایشگاه ملی لارنس برکلی (LBNL), وزارت انرژی ایالات متحده آمریکا، (ژوئیه ۱۹۸۷).
- Ade, P. , Balbi, A. , Bock, J. , Borrill, J. , Boscaleri, A. , de Bernardis, P. , Ferreira, P. G. , Hanany, S. , Hristov, V. V. , Jaffe, A. H. , Lange, A. E. , Lee, A. T. , Mauskopf, P. D. , Netterfield, C. B. , Oh, S. , Pascale, E. , Rabii, B. , Richards, P. L. , Smoot, G. F. , Stompor, R. , Winant, C. D. & J. H. P. Wu. "MAXIMA-1: A Measurement of the Cosmic Microwave Background Anisotropy on Angular Scales of 10' to 5 degrees», آزمایشگاه ملی لارنس برکلی (LBNL), ایالات متحده آمریکا، ناسا (NASA), بنیاد ملی علوم آمریکا (NSF), KDI Precision Products, Inc. , Particle Physics and Astronomy Research Council UK, (ژوئن ۲۰۰۵).
- Smoot, George; Davidson, Keay (1994). Wrinkles in Time. William Morrow & Company. ISBN 0-380-72044-2.